# Costa Rica vasúti közlekedése
Costa Rica vasúthálózata 1067 mm-es nyomtávolsággal épült ki. Jelenleg a hálózat hossza 278 km.
A vasúti szállítást Costa Ricában elsősorban az Incofer (Instituto Costarricense de Ferrocarriles) irányítja, amely egy állami társaság. Az Incofer tulajdonában áll a nemzeti vasúti infrastruktúra, és gyakorlatilag minden teher- és személyszállítási szolgáltatás, amelyek elsősorban az ingázókat szállító járatokból állnak a nagy népsűrűségű Közép-völgyön keresztül. Az egész Incofer-hálózat 1067 mm-es (3 láb 6 hüvelyk) keskeny nyomtávolsággal épült ki, bár vannak más keskeny nyomtávú vasútvonalak is.
A vasúti rendszer nagy részében jelentős javításokra lenne szükség. Az OECD 2016. augusztusi jelentése ezeket a megállapításokat tette, beleértve a vasúti közlekedést is: "Az úthálózat kiterjedt, de rossz minőségű, a vasúti szállítás hanyatlik, és csak az 1990-es években történt bezárást követően lassan aktiválódnak újra... A belső szállítás túlzottan a magántulajdonú közúti járművekre támaszkodik, mivel a tömegközlekedési rendszer, különösen a vasút, nem megfelelő."

## Története
Az első vasútvonal építését 1871-ben kezdték el. Az afrikai eredetű costa-ricaiak (a lakosság kb. 3%-a) ősei Jamaicából érkeztek vasútépítésre. A vasút a központi felföld városi lakosságát kötötte össze a karibi partvidéken fekvő Limón kikötővel. A vasút építésében, amelyet Minor C. Keith amerikai üzletember szervezett, kínai bevándorlók is részt vettek az Amerikai Egyesült Államokból behozott elítéltek mellett. A vasút megépítéséért cserébe Costa Rica kormánya a vasút számára bérbe adott területeket a nyomvonalon felül is, amin a vasúttársaság banánt termesztett és az Egyesült Államokba exporttált. Végül a banán a kávé mellett Costa Rica exportjának egyik fő terméke lett, az azt termesztő külföldi tulajdonú társaságok (köztük az United Fruit Company) pedig döntő szerepet játszottak a nemzetgazdaságban.
Lásd még: Banánköztársaság

## Vasúti kapcsolata más országokkal
- Nicaragua - van, azonos nyomtávolság
- Panama - van, eltérő nyomtávolság (1067 mm/1435 mm)